# New Albany (Kansas)
New Albany – miasto w Stanach Zjednoczonych, w stanie Kansas, w hrabstwie Wilson.